# Rat rod

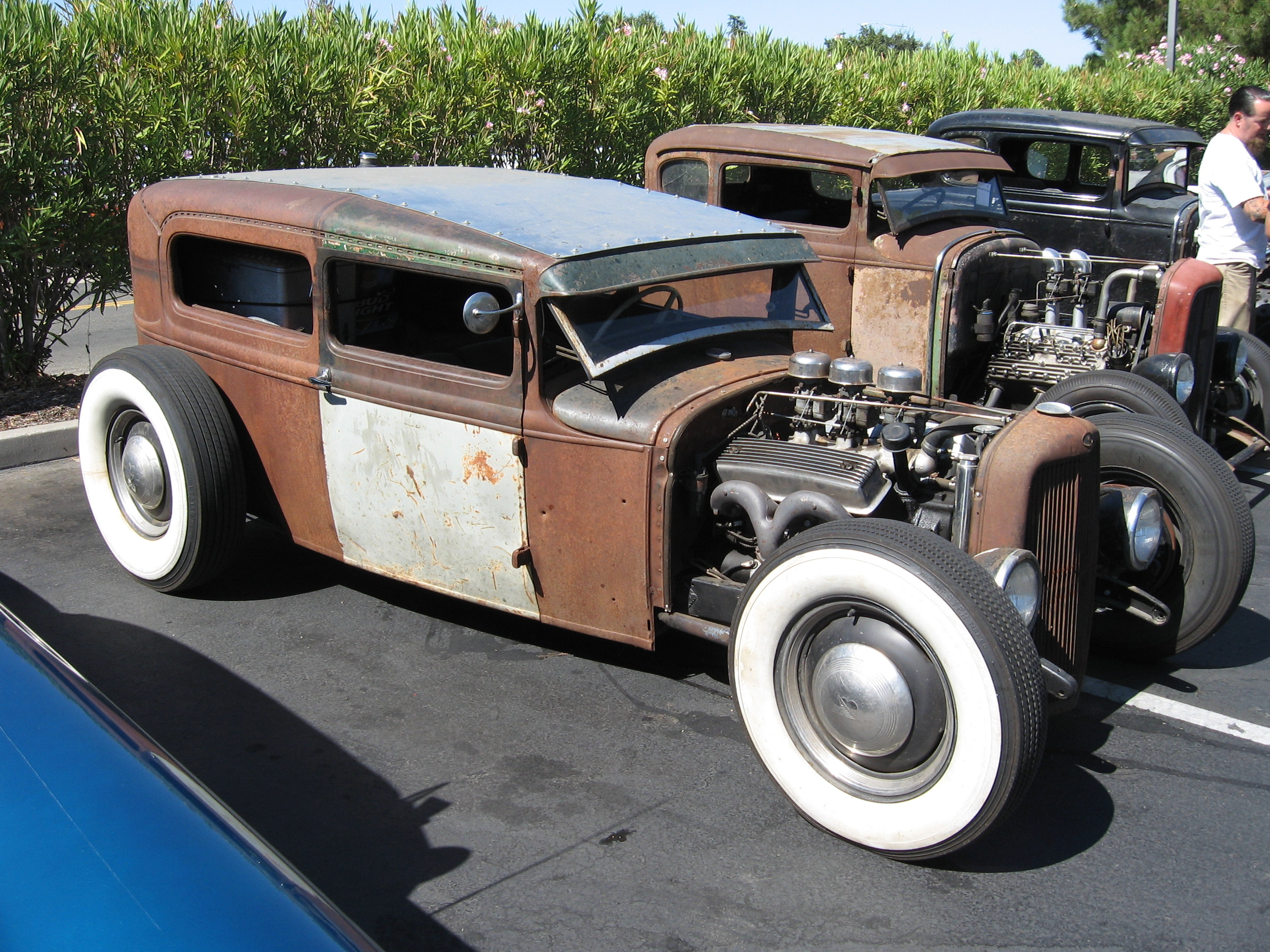

Rat rod é uma vertente dos Hot rod, com a diferença que na aparência, os Rat rod parecem inacabados, seja pela falta de pintura, seja pela falta de acabamentos (os Rat rod surgiram como uma alternativa para o alto custo dos Hot rod). Os Rat rod podem ser customizados a partir de qualquer modelo, mas a preferência é dada a carros que foram fabricados até a década de 1950.